# Fresnoy-le-Château
Fresnoy-le-Château é uma comuna francesa na região administrativa de Grande Leste, no departamento de Aube. Estende-se por uma área de 11,48 km². Em 2010 a comuna tinha 290 habitantes (densidade: 25,3 hab./km²).